# Ново село (община Демир Хисар)
Вижте пояснителната страница за други значения на Ново село.
Ново село (на македонска литературна норма: Ново Село) е село в община Демир Хисар, Северна Македония.

## География
Ново село е разположено на 670 m надморска височина в областта Долен Демир Хисар, в северната част на общината и северно от общинския център град Демир Хисар. Землището на Ново село е малко – 5,4 km2, от които обработваемите площи са 151 ha, пасищата заемат 81 ha, а горите 282 ha.

## История
В XIX век Ново село е мюсюлманско село в Битолска кааза, нахия Демир Хисар на Османската империя. Според Васил Кънчов в 90-те години Ново село има 50-60 къщи черкези, които се отличават с мирния си характер. Според статистиката му („Македония. Етнография и статистика“) в 1900 година Ново село има 200 жители, всички черкези. Според Никола Киров („Крушово и борбите му за свобода“) към 1901 година Ново село има 50 черкезки къщи.
На Етнографската карта на Битолския вилает на Картографския институт в София от 1901 година Черкезко Ново село е чисто черкезко село в Битолската каза на Битолския санджак с 28 къщи.
По данни на секретаря на Българската екзархия Димитър Мишев („La Macédoine et sa Population Chrétienne“) в 1905 година в Ново село живеят 300 албанци.
През 1961 година Ново село има 239 жители, които през 1994 година намаляват драстично на 50, а според преброяването от 2002 година селото има 35 жители македонци.
| Националност | Всичко |
| македонци    | 35     |
| албанци      | 0      |
| турци        | 0      |
| роми         | 0      |
| власи        | 0      |
| сърби        | 0      |
| бошняци      | 0      |
| други        | 0      |

Църквата в селото е „Свети Архангел Михаил“.

## Личности
Родени в Ново село
- Веле Смилевски (р. 1949), виден писател от Северна Македония, председател на Дружеството на писателите на Македония
- Коста Аврамов (Аврамович), български опълченец, постъпил на 29 април 1877 година в I рота на ІI опълченска дружина, уволнен на 31 май 1878 година,[9] умрял преди 1918 година[10]

Други
- Гоце Смилевски (р. 1975), писател от Северна Македония, по произход от Ново село